# Vincent Schippers
Vincent Schippers (Vlaardingen, 4 maart 2001) is een Nederlands voetballer die bij voorkeur als verdediger gepositioneerd staat. Sinds augustus 2020 speelt hij voor de Nederlandse club Willem II.

## Clubcarrière
In 2008 maakte Schippers de overstap van Victoria '04, de amateurclub waar hij tot dan toe speelde, naar de jeugdopleiding van Sparta Rotterdam. Hier doorliep hij verschillende jeugdteams tot hij in augustus 2020 door Willem II werd overgenomen. In 2022 stapte hij over naar FC Dordrecht.

## Clubstatistieken
| Seizoen | Club      | Competitie | Competitie | Competitie | Beker | Beker | Internationaal | Internationaal | Overig | Overig | Totaal | Totaal |
| Seizoen | Club      | Competitie | Wed.       | Dlp.       | Wed.  | Dlp.  | Wed.           | Dlp.           | Wed.   | Dlp.   | Wed.   | Dlp.   |
| ------- | --------- | ---------- | ---------- | ---------- | ----- | ----- | -------------- | -------------- | ------ | ------ | ------ | ------ |
| 2020/21 | Willem II | Eredivisie | 4          | 0          | 0     | 0     | 0              | 0              | 0      | 0      | 4      | 0      |
| Totaal  | Totaal    | Totaal     | 4          | 0          | 0     | 0     | 0              | 0              | 0      | 0      | 4      | 0      |

Bijgewerkt op 22 juli 2021.